# Бруклин — Гусиње
Бруклин — Гусиње је југословенски ТВ филм из 1988. године. Режирао га је Желимир Жилник који је написао и сценарио.

## Улоге
| Глумац            | Улога |
| ----------------- | ----- |
| Ивана Жигон       |       |
| Скељжен Ујевиц    |       |
| Лидија Стевановић |       |
| Сељо Шабовић      |       |
| Бећир Ујевић      |       |
| Перо Ђуричанин    |       |
| Нијаз Хабибовић   |       |
| Небојша Манић     |       |

Остале улоге ▼
| Глумац          | Улога |
| --------------- | ----- |
| Миломир Марић   |       |
| Фехим Муминовић |       |
| Авдо Пјетровић  |       |
| Срећко Пуришић  |       |
| Ико Рајковић    |       |
| Садрија Ујевић  |       |
| Недељко Вопалка |       |